# Montevidejska nadbiskupija
Montevidejska nadbiskupija (lat. Archidioecesis Montisvidei) je nadbiskupija i metropolija Katoličke Crkve u Urugvaju sa sjedištem u Montevideu.
Osnovana je 14. kolovoza 1832. godine od strane pape Grgura XVI. kao biskupija, a četrdesetak godina kasnije, 13. srpnja 1878., papa Leo XIII. uzdigao ju je na rang nadbiskupije. Počasni naslov metropolije dodijeljen joj je 14. travnja 1897. godine.
Nadbiskupija zauzima površinu od 540 četvornih kilometara na kojima prebiva 892.000 katolika, odnosno 63,3 % cijelog stanovništva istoimenog departmana.
Podijeljena je u 9 podjedinica u kojima djeluje 81 župa. Stolna crkva je Metropolitanska katedrala u Montevideu.
To je jedina nadbiskupija u Urugvaju kojoj je podređeno svih ostalih 9 biskupija.

## Poveznice
- Katolička Crkva u Urugvaju

## Vanjske poveznice
- Službene stranice (šp.)

|  | Zajednički poslužitelj ima još gradiva o temi Nadbiskupija Montevideo |